# 伦德莱德
伦德莱德（荷蘭語：Lendelede，荷蘭語發音：[ˈlɛndəˌleːdə]）是比利时弗拉芒大區西佛兰德省科特赖克区的一个市镇，通行荷蘭語，是弗拉芒社群的一部分，面积13.27平方千米，人口5,747人（2019年1月1日）。